# Winifred Watkins
Winifred May Watkins, FRS (Shepherd's Bush, 6 de agosto de 1924 — 3 de outubro de 2003) foi uma bioquímica britânica.
Foi eleita membro da Royal Society em 1969.
Recebeu o Prêmio Paul Ehrlich e Ludwig Darmstaedter de 1969 e a Medalha Real de 1988.